# Nedvězí (Prague)
Nedvězí u Říčan (Nedvězí avant 2016) (en allemand : Nedwies) est un quartier pragois situé dans le sud-est de la capitale tchèque, appartenant à l'arrondissement de Prague 22, d'une superficie de 380,9 hectares est un quartier de Prague. En 2018, la population était de 318 habitants.
La ville est devenue une partie de Prague en 1974.